# فمینیسم در ایالات متحده

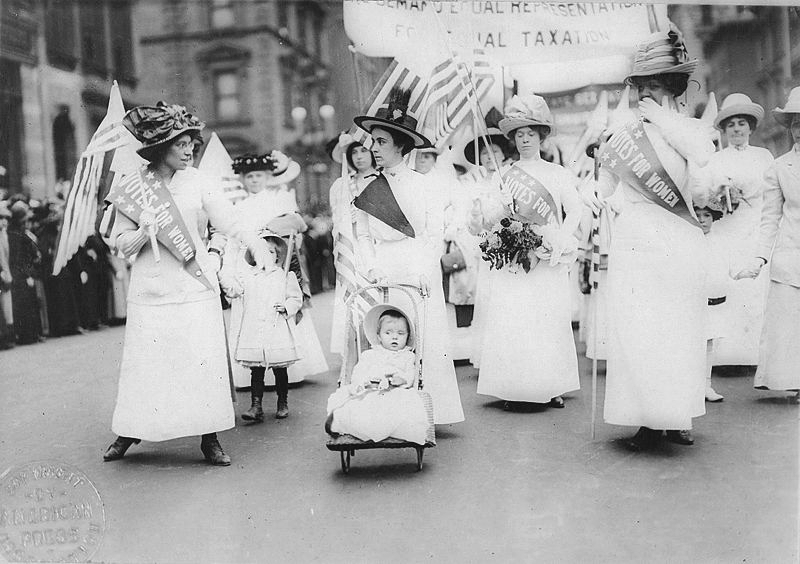
رژه حق رای زنان در شهر نیویورک، ۶ مه ۱۹۱۲.

فمینیسم در ایالات متحده به مجموعه ای از جنبش‌ها و ایدئولوژی‌ها اطلاق می‌شود که هدف آنها تعریف، ایجاد و دفاع از وضعیت برابر حقوق سیاسی، اقتصادی، فرهنگی و اجتماعی برای زنان در ایالات متحده است.
فمینیسم یا ایدئولوژی حمایت از حقوق زنان تأثیر گسترده‌ای بر سیاست در آمریکا داشته‌است. فمینیسم در ایالات متحده اغلب از نظر زمانی به فمینیسم موج اول، موج دوم، موج سوم و موج چهارم تقسیم می‌شود. از سال ۲۰۲۳، ایالات متحده در رتبه ۱۷ برابری جنسیتی در جهان قرار دارد.

## تاریخ

### موج اول
اولین موج فمینیسم در ایالات متحده با کنوانسیون سنکا فالز، اولین کنوانسیون حقوق زنان، که در کلیسای وسلیان در سنکا فالز، نیویورک، در ۱۹ و ۲۰ ژوئیه ۱۸۴۸ برگزار شد، آغاز شد کنوانسیون سنکا فالز از تجربیات الیزابت کدی استانتون و لوکرتیا موت در کنوانسیون جهانی ضد برده داری در لندن در سال ۱۸۴۰ الهام گرفته شده‌است. برگزار کنندگان کنفرانس از حضور موت و سایر نمایندگان زن از آمریکا به دلیل جنسیت خودداری کرند. استانتون و مات، از تشکیل کنوانسیونی برای رسیدگی به وضعیت و درمان زنان صحبت کردند.
تخمین زده می‌شود که سیصد نفر از جمله لوکرتیا موت و فردریک داگلاس سرشناس در این کنگره شرکت کردند. در پایان، ۶۸ زن و ۳۲ مرد اعلامیه را امضا کردند که توسط الیزابت کدی استانتون و توماس ام کلینتاک نوشته شده بود.
اعلامیه به سبک و قالب اعلامیه استقلال نوشته شده‌است. به عنوان مثال، اعلامیه احساسات بیان کرد: «ما این حقایق را بدیهی می‌دانیم، که همه مردان و زنان برابر آفریده شده‌اند و توسط خالق آنها دارای حقوق مسلم خاصی هستند.» در ادامه بیانیه آمده‌است: «تاریخ بشر، تاریخ صدمات و مالکیت مکرر مرد نسبت به زن است».
این بیانیه در ادامه به شکایت‌های زنان در رابطه با قوانین منع مالکیت زنان متأهل بر دستمزد، پول و دارایی اشاره کرد. زنان موظف بودند این موارد را به شوهران خود بسپارند. عدم دسترسی زنان به آموزش و مشاغل حرفه ای و وضعیت پایینی که در اکثر کلیساها به زنان اعطا می‌شد نیز مورد توجه قرار گرفت. علاوه بر این، اعلامیه اعلام کرد که زنان باید حق رای داشته باشند.
برخی از شرکت کنندگان در کنوانسیون سنکا فالز، کنوانسیون حقوق زنان روچستر را دو هفته بعد در ۲ اوت در روچستر، نیویورک سازماندهی کردند. پس از آن سایر کنوانسیون‌های ایالتی و محلی در اوهایو، پنسیلوانیا و نیویورک برگزار شدند. اولین کنوانسیون ملی حقوق زنان در ووستر، ماساچوست برگزار شد. کنوانسیون‌های حقوق زنان از سال ۱۸۵۰ تا آغاز جنگ داخلی به‌طور منظم برگزار شدند.
جنبش حق رای زنان آمریکایی با کنوانسیون سنکا فالز در سال ۱۸۴۸ آغاز شد. بسیاری از فعالان از نظر سیاسی در جریان جنبش مخالفت با بردگی از این جنبش آگاهی یافتند. جنبش پس از جنگ داخلی سازماندهی مجدد شد و مبارزان باتجربه ای را به دست آورد که بسیاری از آنها برای ممنوعیت در اتحادیه زنان مسیحی میانه‌روکار کرده بودند. در پایان قرن نوزدهم، تنها چند ایالت غربی به زنان حق رای کامل اعطا کرده بودند، اگرچه زنان پیروزی‌های حقوقی مهمی را در زمینه‌هایی مانند مالکیت و حضانت کودکان به دست آورده بودند.
در سال ۱۸۶۶، الیزابت کدی استانتون و سوزان بی. آنتونی انجمن حقوق برابر آمریکا را تشکیل دادند که سازمانی با هدف حق رای برای همه بود. در سال ۱۸۶۸ اصلاحیه چهاردهم تصویب شد، این اولین اصلاحیه ای بود که جمعیت رای‌دهنده را به عنوان «مرد» مشخص می‌کرد. در سال ۱۸۶۹ جنبش حقوق زنان در نتیجه اختلاف نظر در مورد اصلاحیه چهاردهم و تصویب اصلاحیه پانزدهم به دو جناح تقسیم شد و این دو جناح تا سال ۱۸۹۰ دوباره متحد نشدند
الیزابت کدی استانتون و سوزان بی. آنتونی انجمن ملی حق رای زنان (NWSA) مستقر در نیویورک را تشکیل دادند. لوسی استون، هنری بلک ول و جولیا وارد هاو، محافظه‌کارانه‌تر انجمن حق رأی زنان آمریکایی (AWSA) را سازماندهی کردند که مرکز آن در بوستون بود. در سال ۱۸۷۰، متمم پانزدهم، مردان سیاه‌پوست را از حق رای برخوردار کرد. انجمن ملی حق رای زنان از کار برای تصویب آن امتناع کرد. این انجمن استدلال کرد که به نفع اصلاحیه شانزدهم که حق رای همگانی را فراهم می‌کند، «لغو» شود. فردریک داگلاس با استنتون و آنتونی بر سر این موضع‌گیری از انجمن جدا شد.
در سال ۱۸۶۹ وایومینگ اولین قلمرو یا ایالت در آمریکا بود که به زنان حق رأی داد. در سال ۱۸۷۰ لوئیزا آن سوین اولین زن در ایالات متحده بود که در انتخابات سراسری رای داد. او رای خود را در ۶ سپتامبر ۱۸۷۰ در لارامی، وایومینگ به صندوق انداخت. از سال ۱۸۷۰ تا ۱۸۷۵ چندین زن، از جمله ویرجینیا لوئیزا مینور، ویکتوریا وودهول، و میرا برادول، تلاش کردند از اصلاحیه چهاردهم در دادگاه‌ها برای کسب رای یا حق وکالت استفاده کنند که همه ناموفق بودند.
مارگارت هیگینز سانگر، یکی از اولین فعالان آمریکایی کنترل بارداری بود. او همچنین یک مربی جنسی، نویسنده و پرستار بود. او اصطلاح «کنترل تولد» را رایج کرد، اولین کلینیک کنترل تولد را در ایالات متحده در سال ۱۹۱۶ افتتاح کرد و سازمان‌هایی را تأسیس کرد که به فدراسیون فرزندپروری تنظیم‌شده آمریکا تبدیل شدند.

### فمینیسم پس از جنگ
جنگ جهانی دوم منجر به افزایش تعداد زنان در نیروی کار شد و زنان را به سمت مشاغل نان آور در حوزه‌های سنتی مردانه سوق داد. از سال ۱۹۴۰ تا ۱۹۴۵، تعداد زنان در نیروی کار از ۲۸ درصد به ۳۷ درصد رسید. کمبود مرد در خانه باعث شد که بسیاری از زنان مشاغل صنعتی را انتخاب کنند. تا سال ۱۹۴۳، ۱/۳ کارگران کارخانه بوئینگ سیاتل زن بودند. به گفته مورخ جین مارسلوس، زنان تغییری را تجربه کردند که پیش از این هرگز دیده نشده بود، زیرا آنها به عنوان افراد شایسته و باهوش مورد تحسین قرار می‌گرفتند. این در آثاری مانند «ما می‌توانیم آن را انجام دهیم» اثر Rosie the Riveter نشان داده شده‌است.

### موج دوم
موج دوم فمینیسم در ایالات متحده از اوایل دهه ۱۹۶۰ آغاز شد. در طول بیشتر دهه ۶۰ و پایان یافتن در ۱۹۷۰، موج دوم فمینیسم از شعار "the personal is political" پیروی می‌کرد. در سال ۱۹۶۳، بتی فریدان، تحت تأثیر «جنس دوم»، کتاب پرفروش «رازوری زنانه» را نوشت که در آن به صراحت به تصویر رسانه‌ای رایج از زنان اعتراض کرد و گفت که قرار دادن زنان در خانه، امکانات آنها را محدود می‌کند و استعداد و پتانسیل آنان را به هدر می‌دهد. این کتاب به‌طور گسترده‌ای با شروع موج دوم فمینیسم در ایالات متحده شناخته می‌شود.

### موج سوم
موج سوم فمینیسم در ایالات متحده از اوایل دهه ۱۹۹۰ شروع شد. در سال ۱۹۹۱، آنیتا هیل، کلارنس توماس، مردی که برای دادگاه عالی ایالات متحده نامزد شده بود را به آزار جنسی متهم کرد. توماس این اتهامات را رد کرد و پس از بحث‌های گسترده، سنای ایالات متحده با ۵۲ رای موافق در برابر ۴۸ به نفع توماس رای داد. در سال ۱۹۹۲، در پاسخ به پرونده آزار جنسی آنیتا هیل ، ربکا واکر، فمینیست آمریکایی، مقاله ای را در مجله میس منتشر کرد و اصطلاح «موج سوم» را ابداع کرد.

### موج چهارم

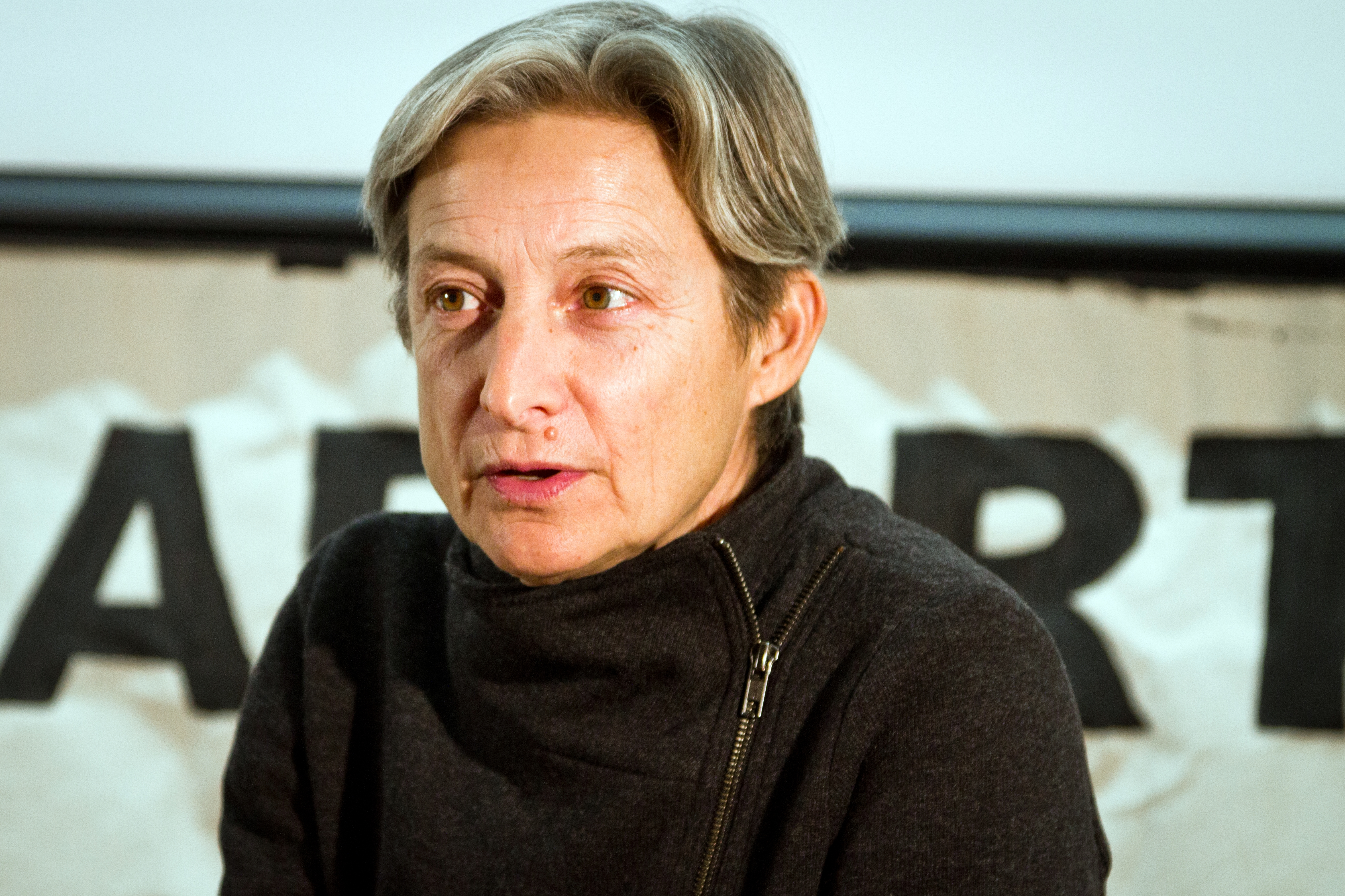
جودیت باتلر فیلسوف پساساختارگرا و منتقد فمنیست آمریکایی

موج چهارم فمینیسم از حدود سال ۲۰۱۲ آغاز شد و با استفاده از رسانه‌های اجتماعی مرتبط است. به گفته پرودنس چمبرلین، محقق فمینیست، تمرکز موج چهارم عدالت برای زنان و مخالفت با آزار و اذیت جنسی و خشونت علیه زنان است.